# Las Vegas (Nowy Meksyk)
Las Vegas – miasto w Stanach Zjednoczonych, w stanie Nowy Meksyk, siedziba hrabstwa San Miguel, u podnóża pasma Sangre de Cristo (Góry Skaliste), na wysokości 1961 metrów. Według spisu w 2020 roku liczy 13,2 tys. mieszkańców, w tym blisko 80% to Latynosi.
Według danych z 2010 roku jest najbardziej katolickim miastem w Stanach Zjednoczonych – 73,8% populacji jest członkami Kościoła katolickiego. 
W 1893 r. został założony uniwersytet.